# Soldat Collins
Pour les articles homonymes, voir Before Dawn.
Pour plus de détails, voir Fiche technique et Distribution.
Soldat Collins (en anglais : Before Dawn) est un film australien réalisé par Jordon Prince-Wright et sorti le 21 juin 2024,,.

## Synopsis
Le film raconte l'histoire de Jim Collins, un jeune homme du bush australien, qui se retrouve plongé en 1916 dans l'horreur des tranchées durant la bataille de la Somme. À travers son expérience, le film aborde les thèmes de l'amitié, du sacrifice et des réalités brutales de la Première guerre mondiale.

## Fiche technique
- Titre anglais : Before Dawn
- Titre français : Soldat Collins
- Réalisateur : Jordon Prince-Wright
- Scénariste : Jarrad Russell
- Production : Prince-Wright Productions
- Distribution : Well Go USA Entertainment
- Genre : Guerre, Drame
- Langue originale : Anglais
- Durée : 1 heure 35 minutes
- Date de sortie : Australie : 4 avril 2024

## Distribution
( septembre 2024).
Sauf indication contraire ou complémentaire, les informations contenues dans cette section proviennent de IMDB.
- Ed Oxenbould : Don Pickett
- Levi Miller : Jim Collins
- Stephen Peacocke : Beale
- Travis Jeffery : Thomas Nickels
- Myles Pollard : Sergent Beaufort
- Tim Franklin : Big Tooth
- Lawrence Murphy : Charlie
- Noah D’Annunzio : Photographe
- Isaac Davies : Digger
- Oscar Millar : Hammond
- Jordan Dulieu : Ned Wright
- Paul Walenkamp : Lieutenant Longhorn
- Darren Jasper : Soldat de l’ANZAC
- Scott Blachford : Soldat de l’ANZAC
- Peter William : Roy
- Peter Sullivan : Archie
- Cody Brown : Artilleur
- Rochelle Emanuel-Smith : Infirmier
- Jack Flanagan : Soldat allemand capturé
- Jacob Clayton : Sparrow
- Robbie Anderson : Soldat de l’ANZAC
- Aiden McFaull : Soldat de l’ANZAC
- Aodhan Guy : Facteur
- Ashley Garner : Patrick
- Jarryd Dobson : George
- Jarrad Lewis : Soldat
- Kelly Belinda Hammond : Mme Collins
- Levi Chance : Soldat
- Lance Spice : Soldat de l’ANZAC
- Christian Dethlefsen : Harry Nickles
- Jason Burch : Arnold " Leg " Maxwell
- Bryce Mitchell : Soldat de l’ANZAC
- Jason Burch : Jason
- Chad Hewett : Soldat de l’ANZAC
- Jeremy Pickett : Coureur
- Mitchell Page : Soldat de l’ANZAC
- Kyren Cleave : Creuseur
- Caleb Greaves : Soldat de l’ANZAC
- Isaac Howard : Soldat
- Aaron Youngs: Lieutenant australien
- David Kirk : Soldat australien
- Jay Burgers : Soldat de l’ANZAC

## Accueil et box-office
The Guardian pointe un manque de budget et la faiblesse du scénario malgré la performance des acteurs. Magazine Filmhound note aussi un manque de moyens et un scénario peu cohérent pour plonger dans la guerre bien que le jeu des acteurs soit à la hauteur.
CityHub salue le film pour ses décors et la démonstration de l'horreur des combats. X-Press Magazine apprécie quant à elle le rythme du film et l'évolution progressive des personnages.
Le film a été produit avec un budget estimé à 9 millions AUD et a rapporté environ 192 178 USD au box-office mondial.